# Maison d'Antoine Pandier
La maison d'Antoine Pandier (ou maison d'Antoine Pandu) est une maison du type Renaissance située sur le territoire de la commune de Riom, en France.

## Généralités
L'édifice est situé à l’angle des rues de la Harpe et de Saint-Antoine au 13 place Félix Pérol, sur le territoire de la commune de Riom, dans le département du Puy-de-Dôme, en région Auvergne-Rhône-Alpes, en France.

## Historique
La maison est édifiée en 1534, par Antoine Pandier (ou Pandu), comme en témoigne la date gravée sur le linteau de la porte d'entrée. En 1550, une petite niche avec statue est ajouté à un angle de la maison.
L'immeuble est remanié au fil du temps aux XVIIe siècle, XIXe siècle et XXe siècle.
La maison est classée au titre des monuments historiques par arrêté du 28 août 1918.

## Description

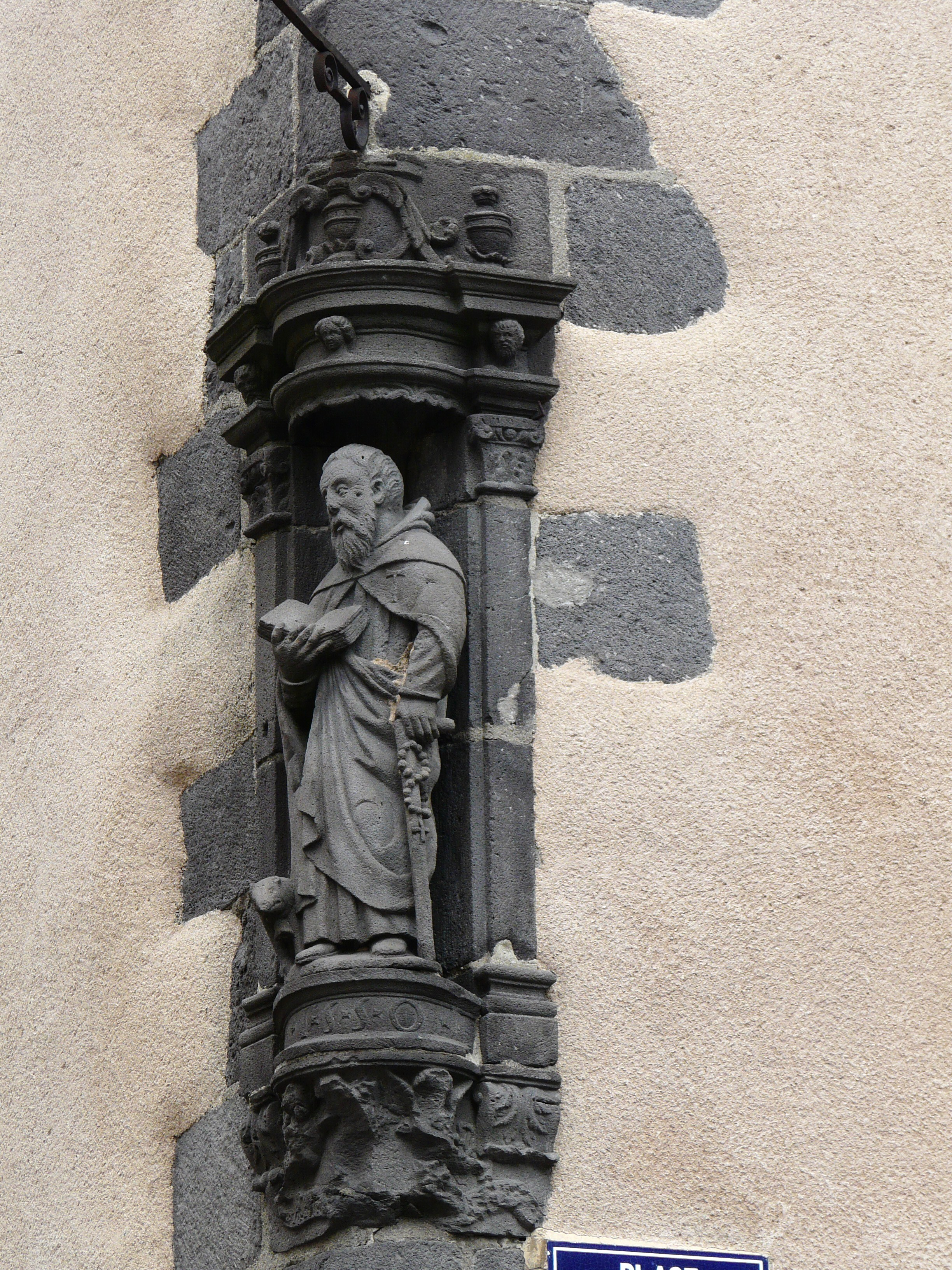
La niche et la statue

### L'immeuble
L'édifice, qui s'élève sur 3 niveaux, est l'ancienne maison du tanneur Antoine Pandier, typique de cet artisanat : au rez de chaussée se trouvaient l'atelier et la boutique ; à l'étage les parties d'habitation : la pièce principale et la cuisine. L'étage est desservi par un escalier à vis. Une cheminée moulurée et décorée des armoiries du premier propriétaire se trouve au rez de chaussée ; une seconde cheminée se trouve à l'étage. Les plafonds sont à solives apparentes.
Le linteau de la porte d'entrée comporte une inscription qui traduit par « Paix à cette maison et à tous ceux qui l'habitent. 1534 »,.

### La niche et la statue
À l'angle de deux murs, à l’extérieur, une niche a été construite et abrite une statue. La niche, entourée de pilastres et composée d'un cul-de-lampe et d'un dais, est datable de la première renaissance. Datée de 1550, cette niche abrite la statue de saint Antoine, mais n'est pas de la même époque que la niche. La statue du saint est habillée de la robe de bure des moines marquée du Tau des Antonins. Il tient un livre ouvert et s'appuie sur un bâton sur lequel s'enroule son rosaire. Il est accompagné d'un cochon, son animal familier, qui porte une clochette, comme c'était l'usage à cette époque là,.